# Westliche Sandboa
Die Westliche Sandboa (Eryx jaculus) ist eine Art aus der Familie der Boas (Boidae) mit einer Körperlänge bis etwa 80 Zentimeter. Sie ist die einzige Riesenschlange, die in einem größeren Bereich Europas heimisch ist; nur am Nordwestufer des Kaspischen Meeres findet man zusätzlich die Östliche Sandboa (Eryx miliaris).

## Merkmale
Die Westliche Sandboa hat eine gelbe bis hellbraune Grundfärbung, mit braunen bis schwarzen unregelmäßigen Flecken und Bändern. Die weiblichen Tiere werden etwa 46–71 cm lang, die männlichen 30–46 cm, als Maximallänge wurden bei einem Individuum 83,8 Zentimeter gemessen. Angehörige von Inselpopulationen, beispielsweise von der Mittelmeerinsel Korfu, bleiben  mit Maximallängen um 60 cm meist deutlich kleiner. Der Schwanz ist eher kurz, auf ihn entfallen etwa sieben bis zehn Prozent der Körperlänge. Der Körperbau ist gedrungen und der Kopf ist nicht vom Körper abgesetzt.
Auffallend an der Kopfform ist der aus dem gewölbten und verlängerten Scheitelschild (Parietale) gebildete Grabevorsprung an der ansonsten gerundeten Kopfspitze. Ein Parietalkamm ist nur wenig entwickelt und kaum erkennbar. Anders als bei der Östlichen Sandboa, bei der die Augen an der Kopfoberseite sitzen, haben diese bei der Westlichen Sandboa einen großen Abstand voneinander und sitzen an den Kopfseiten. Der Kopf verengt sich zum Maul nach unten hin stark, sodass die Maulkanten deutlich eingesenkt und die unter den Augen liegenden Subocularia von oben nicht sichtbar sind.
Das Rostrale ist breit trapezförmig und reicht weit über das Mentale des Unterkiefers hinaus. Die Schlange besitzt zudem zwei Internasalia (Schilde zwischen den Nasenlöchern) sowie zwei bis drei Post-Internasalia direkt dahinter. Zwischen diesen und der Interorbitalregion (Bereich zwischen den Augen) liegen zwei bis sieben und in der direkten Linie zwischen den Augen zwei bis fünf Kopfschilde. Um die Augen sind sechs bis zwölf Circumocularia angeordnet und zwischen Präocularia und Postnasalia befinden sich zwei bis drei Zügelschilde (Lorealia). Der Mundspalt wird an der Oberkante von sieben bis elf Supralabialia begrenzt.
Der Körper besitzt an seiner dicksten Stelle 41 bis 57 dorsale Schuppenlängsreihen. Die Schuppen sind weitestgehend glatt ausgebildet, eine schwache Kielung tritt im letzten Rumpfdrittel sowie auf der Schwanzoberseite auf. Die Kehle besitzt sehr kleine, längliche Schuppen, die am Hals in die als breite Reihe ausgebildeten 161 bis 200 Bauchschuppen (Ventralia) übergehen. Dem großen und ungeteilten Analschild schließen sich 15 bis 36 Subcaudalia an. Seitlich des Analschildes sind die rudimentären Überreste von Hinterextremitäten als Aftersporne deutlich sichtbar, die bei den Männchen größer ausgebildet sind als bei den Weibchen.

## Verbreitung und Lebensraum
Das Verbreitungsgebiet der Westlichen Sandboa reicht vom Iran und Irak über den mittleren Osten und Nordafrika bis auf den Balkan und Südosteuropa und in den Transkaukasus bis an das Kaspische Meer. Dort schließt sich das Verbreitungsgebiet der Östlichen Sandboa (Eryx miliaris) an, das sich bis nach Zentralasien zieht.
Als Lebensraum bevorzugt die Art trockene Gebiete mit lockeren Sandschichten. Leer stehende Nagerbauten werden übernommen, wobei auch eigene Gänge gebaut werden.

## Lebensweise

### Aktivität

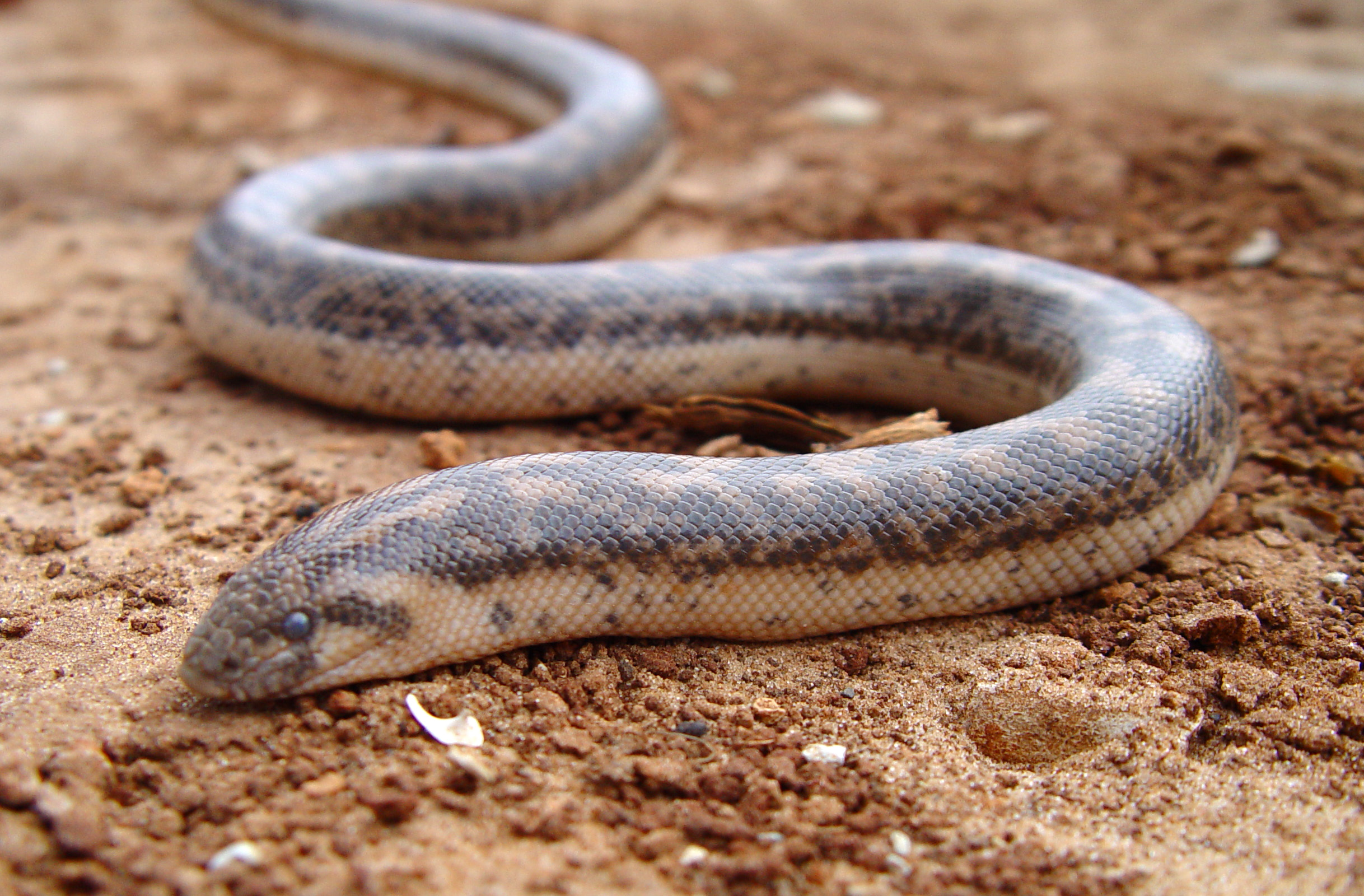
Westliche Sandboa

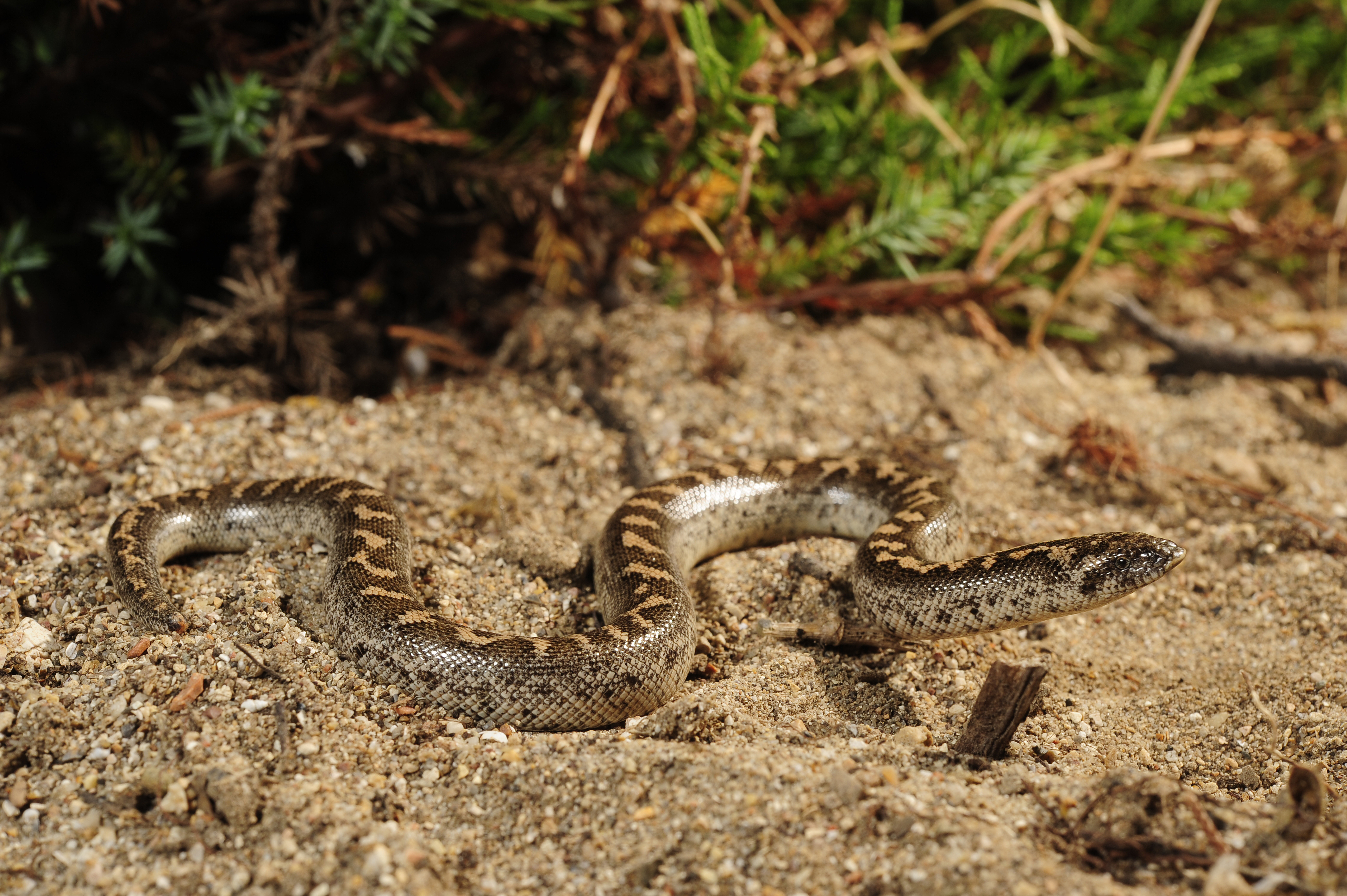
Westliche Sandboa aus Pylos (Peloponnes/Griechenland)

Die Aktivität der Westlichen Sandboa ist vor allem abhängig von der jeweiligen Tagestemperatur und somit regional unterschiedlich. Eine Überwinterung erfolgt dabei vor allem in den Hochgebirgslagen des Kaukasus, wo die Schlangen sich in der Zeit vom November bis zum März in unterirdische Überwinterungsquartiere zurückziehen, die teilweise mehrere Meter tief im Boden liegen. Demgegenüber kommt es in Südosteuropa, Kleinasien und Nordafrika nur zu sehr kurzen oder gar keinen Überwinterungsphasen, da insbesondere in Libyen und Ägypten die Tagestemperaturen auch im Januar noch zwischen 10 und 20 °C liegen. In den niedrigen Gebirgslagen Tunesiens und Nordalgeriens kommt es zu Kurzzeit-Überwinterungen.
Die Tagesaktivität ist ebenfalls temperaturabhängig. In Jahreszeiten, in denen die Tagesmitteltemperatur unter etwa 20 °C liegt, ist die Westliche Sandboa fast ausschließlich tagaktiv, bei höheren Temperaturen verlagert sie die Aktivität zum kühleren Morgen oder in die Abenddämmerung. Bei Temperaturen von über 30 °C ist die Schlange nur sehr selten im Freien zu finden und versteckt sich gewöhnlich in ihrem Unterschlupf unter Steinen oder in Erdbauen.

### Ernährung
Die Nahrung der Schlange umfasst abhängig von ihrer Körpergröße und des Nahrungsspektrums ihres Habitats vor allem Kleinsäuger, Eidechsen und große Insekten; außerdem können bodenbrütende Vögel und größere Nacktschnecken erbeutet werden. Die Schlange lauert der Beute in ihrem Schlupfwinkel auf oder verlässt diesen vor allem nachts zur aktiven Jagd.
Die Beutetiere werden wie bei den meisten Riesenschlangen mit dem Maul gepackt und dann sehr schnell vom Körper umschlungen, bis sie erstickt sind. Danach werden sie vollständig geschluckt.

### Fortpflanzung und Entwicklung
Ein Weibchen paart sich regional unterschiedlich ab Ende März bis Juli mit mehreren Männchen. Nach einer Tragezeit von etwa vier Monaten gebärt das Muttertier lebende Jungtiere (Ovoviviparie), die von transparenten Eihüllen umgeben sind, welche dann durchstoßen werden.

### Fressfeinde
Über potentielle Fressfeinde der Westlichen Sandboa ist nur wenig bekannt. Es gibt offensichtlich keine Prädatoren, die sich auf die Erbeutung dieser Art spezialisiert haben, andererseits ist anzunehmen, dass insbesondere Jungtiere und kleine Individuen regelmäßig von Raubtieren wie Füchsen, Hunden und Katzen oder von Greifvögel und Eulen erbeutet werden. Bei Schleiereulen in Israel wurden Skelettreste der Westlichen Sandboa in Gewöllen nachgewiesen, wenn auch nicht häufig. Außerdem stellen Sandboas wahrscheinlich auch für größere Schlangen potentielle Beutetiere dar.

## Systematik

### Forschungsgeschichte und Fossilbericht
Die Westliche Sandboa wurde 1758 von Carl von Linné als Anguis jaculus wissenschaftlich erstbeschrieben. Die Terra typica war dabei Ägypten, das für diese Beschreibung genutzte Typusexemplar ist heute nicht mehr verfügbar. 1801 ordnete der französische Naturforscher Guillaume-Antoine Olivier die Art anhand von eigenen Sammlungsexemplaren in die Gattung Boa als B. turcica ein. Im Jahr 1831 erfolgte die Einordnung in die 1803 von François-Marie Daudin beschriebene und noch heute gültige Gattung Eryx durch Karl Eduard Eichwald als Eryx familiaris.
Fossil ist die Westliche Sandboa oder sehr nahe verwandte Arten seit dem Miozän belegt. Dabei wurden Fossilien, die wahrscheinlich dieser Art zuzuordnen sind, auch in Spanien und damit außerhalb des heutigen Verbreitungsgebietes gefunden. Auf der Basis dieser Funde sowie des ebenfalls aus Spanien stammenden Fundes einer als Eryx primitivus bezeichneten Art wird geschlossen, dass das Verbreitungsgebiet der Art im Miozän den gesamten Mittelmeerraum umfasste.

### Äußere Systematik
Die Westliche Sandboa ist als Art in die Gattung der Echten Sandboas (Eryx) eingeordnet. Innerhalb der Gattung werden vor allem Skelett- und Schuppenmerkmale für die Artunterscheidung und für systematische Untersuchungen genutzt. Die Westliche Sandboa stellt demnach mit sehr hoher Wahrscheinlichkeit die Schwesterart der Indischen Sandboa (Eryx johnii) dar. Beide gemeinsam stellen innerhalb der Gattung die am weitesten abgeleiteten Formen dar, die nächstverwandten Arten sind die Große Sandboa (Eryx tataricus) sowie die Östliche Sandboa (Eryx miliaris).
|      | Große Sandboa (Eryx tataricus)                                                                      |
|      | |
| N.N. | \| \| Indische Sandboa (Eryx johnii) \| \| \| \| \| \| Westliche Sandboa (Eryx jaculus) \| \| \| \| |
|      | \| \| Indische Sandboa (Eryx johnii) \| \| \| \| \| \| Westliche Sandboa (Eryx jaculus) \| \| \| \| |
|      | Indische Sandboa (Eryx johnii)                                                                      |
|      | |
|      | Westliche Sandboa (Eryx jaculus)                                                                    |
|      | |

|  | Indische Sandboa (Eryx johnii)   |
|  |                                  |
|  | Westliche Sandboa (Eryx jaculus) |
|  |                                  |

|      | Große Sandboa (Eryx tataricus)                                                                      |
|      | |
| N.N. | \| \| Indische Sandboa (Eryx johnii) \| \| \| \| \| \| Westliche Sandboa (Eryx jaculus) \| \| \| \| |
|      | \| \| Indische Sandboa (Eryx johnii) \| \| \| \| \| \| Westliche Sandboa (Eryx jaculus) \| \| \| \| |
|      | Indische Sandboa (Eryx johnii)                                                                      |
|      | |
|      | Westliche Sandboa (Eryx jaculus)                                                                    |
|      | |

|  | Indische Sandboa (Eryx johnii)   |
|  |                                  |
|  | Westliche Sandboa (Eryx jaculus) |
|  |                                  |

|      | Große Sandboa (Eryx tataricus)                                                                      |
|      | |
| N.N. | \| \| Indische Sandboa (Eryx johnii) \| \| \| \| \| \| Westliche Sandboa (Eryx jaculus) \| \| \| \| |
|      | \| \| Indische Sandboa (Eryx johnii) \| \| \| \| \| \| Westliche Sandboa (Eryx jaculus) \| \| \| \| |
|      | Indische Sandboa (Eryx johnii)                                                                      |
|      | |
|      | Westliche Sandboa (Eryx jaculus)                                                                    |
|      | |

|  | Indische Sandboa (Eryx johnii)   |
|  |                                  |
|  | Westliche Sandboa (Eryx jaculus) |
|  |                                  |

|      | Große Sandboa (Eryx tataricus)                                                                      |
|      | |
| N.N. | \| \| Indische Sandboa (Eryx johnii) \| \| \| \| \| \| Westliche Sandboa (Eryx jaculus) \| \| \| \| |
|      | \| \| Indische Sandboa (Eryx johnii) \| \| \| \| \| \| Westliche Sandboa (Eryx jaculus) \| \| \| \| |
|      | Indische Sandboa (Eryx johnii)                                                                      |
|      | |
|      | Westliche Sandboa (Eryx jaculus)                                                                    |
|      | |

|  | Indische Sandboa (Eryx johnii)   |
|  |                                  |
|  | Westliche Sandboa (Eryx jaculus) |
|  |                                  |

### Unterarten
Von der Westlichen Sandboa werden je nach Quelle unterschiedliche Anzahlen an Unterarten beschrieben, die sich vor allem aufgrund der Schuppenform und -anzahl (Pholidose) unterscheiden. Nach einer umfassenden Betrachtung aller beschriebenen Unterarten kommen Tokar und Obst 1993 zu der Ansicht, dass nur zwei Unterarten anerkannt werden sollten:
- E. j. jaculus als Nominatform in Nordafrika mit einem arabischen Verbreitungsgebiet bis zum Suez-Kanal
- E. j. turcicus als Unterart in Südosteuropa, Kleinasien, dem Kaukasus sowie dem Iran und dem Irak.

Dabei werden vor allem die ehemals als Unterarten beschriebenen E. j. familiaris und E. j. urmianus der E. j. turcicus zugeschlagen und zu einer einzigen Unterart vereint. E. j. turcicus stellt entsprechend in ihrer Merkmalsausstattung eine sehr diverse Form dar, die regionale Unterschiede aufweisen kann.

## Bedrohung und Schutz
Die Art ist im Washingtoner Artenschutz-Übereinkommen im Anhang 2 und im Anhang A der EU-Artenschutzverordnung aufgelistet. Das bedeutet, dass die Tiere nicht der Natur entnommen werden dürfen, Besitzer dieser Tiere müssen eine Herkunftsbescheinigung (CITES) vorweisen können. Außerdem sind sie in der Fauna-Flora-Habitat-Richtlinie der Europäischen Union im Anhang 4 aufgenommen und seit 1998 nach Bundesnaturschutzgesetz als besonders geschützt eingestuft.
In privaten Terrarien werden diese Tiere selten gehalten und deshalb auch selten nachgezüchtet.

## Belege